# Popvänstern
Popvänstern är en bok av Erik Zsiga, utgiven år 2004 på Timbro förlag.
I boken går Zsiga till angrepp mot de personer som enligt honom ingår i Sveriges kulturella etablissemang som uttrycker socialistiska åsikter offentligt. Begreppet popvänster har bland borgerliga debattörer och bloggare blivit en ofta använd benämning för de kulturpersoner som påstås ha vänsteråsikter som en del av sin image.